# Nyctemera ottonis
Nyctemera ottonis är en fjärilsart som beskrevs av Embrik Strand 1909. Nyctemera ottonis ingår i släktet Nyctemera och familjen björnspinnare. Inga underarter finns listade i Catalogue of Life.